# Castello di Arechi
Il Castello di Arechi è un castello medievale, situato ad un'altezza di circa 300 metri sul livello del mare, che domina la città ed il golfo di Salerno. 

## Origini del nome
Il castello, nel corso dei secoli, è stato più volte chiamato in maniera differente: "il castello" semplicemente, "il castellaccio", "il castello principale" (per distinguerlo dalle altre fortificazioni "secondarie"), "la torre maggiore" o "torre", "la rocca". Il toponimo più ricorrente è "Castello di Arechi II" o, più semplicemente "Castello di Arechi" perché la costruzione di questa fortificazione si associa, tradizionalmente al duca longobardo Arechi II.

## Storia e descrizione

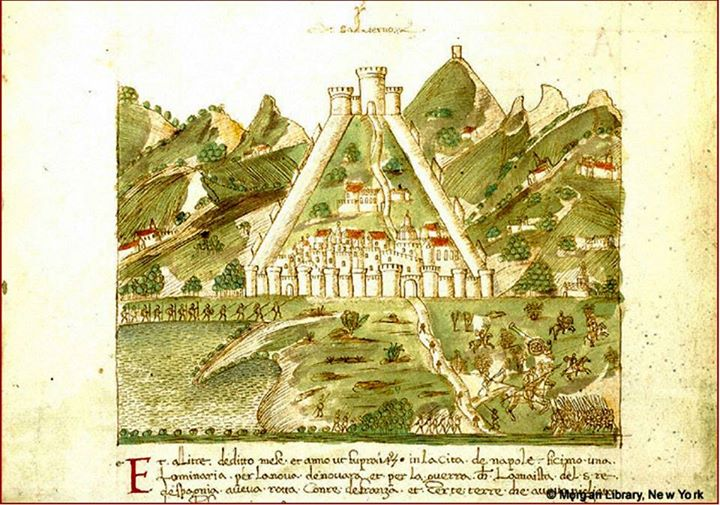
La "Imago Urbis" di Salerno con il Castello e la cortina di mura nel periodo Aragonese

Il castello si eleva in cima al monte Bonadies dominando dall'alto la città di Salerno. Il nome "Bonadies" ("buongiorno") deriverebbe dal fatto che all'alba, essendo la parte più alta della città, il sole che sorgeva da est ne illuminava per primo il vertice. Grazie alla sua collocazione impervia il castello non è mai stato espugnato. Attualmente boscosa, nel Medioevo la collina era completamente priva di alberi, onde facilitare l'avvistamento di chi ne tentasse l'ascensione. Durante gli assedi, dal castello venivano lanciate, o lasciate semplicemente rotolare, grosse pietre con delle possenti macchine.
Anche se rinvenimenti monetari attestano la frequentazione della collina già nel III-II sec. a.C., il primo impianto costruttivo risale al VI sec. d.C., nel corso della guerra greco-gotica, quando ad opera del generale greco Narsete fu fatto edificare un castrum. Resti della fortificazione bizantina sono riconoscibili in alcuni tratti di muratura in opera quadrata realizzata con grandi blocchi di tufo e nell'impianto primitivo della turris maior. A pianta rettangolare, la torre era costruita su cinque o sei livelli, con funzione di controllo del porto sottostante e dei percorsi che avrebbero potuto facilmente condurre a Nuceria Alfaterna, nodo vitale per l'economia della pianura vesuviana.
Nell'VIII secolo Arechi II fece del castello il vertice nord di un sistema difensivo triangolare, le cui mura calavano lungo i pendii del colle Bonadies cingendo tutta l'antica Salernum fino al mare: il circuito murario fu rinforzato dal principe longobardo, il cui intervento sul castello fu praticamente inesistente. La posizione sul monte Bonadies offriva buone possibilità difensive; il castello e la cinta resero Salerno "per natura e per arte imprendibile, non essendo in Italia una rocca più munita di essa", come testimonia Paolo Diacono nella sua "Historia Longobardorum": il castello, infatti, non capitolò mai e durante l'assedio di Roberto il Guiscardo, nel 1077, solo per fame gli occupanti patteggiarono la resa. 

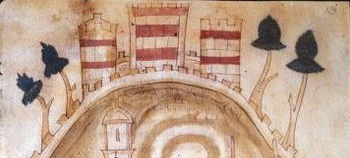
Il Castello in una miniatura del Liber ad honorem Augusti

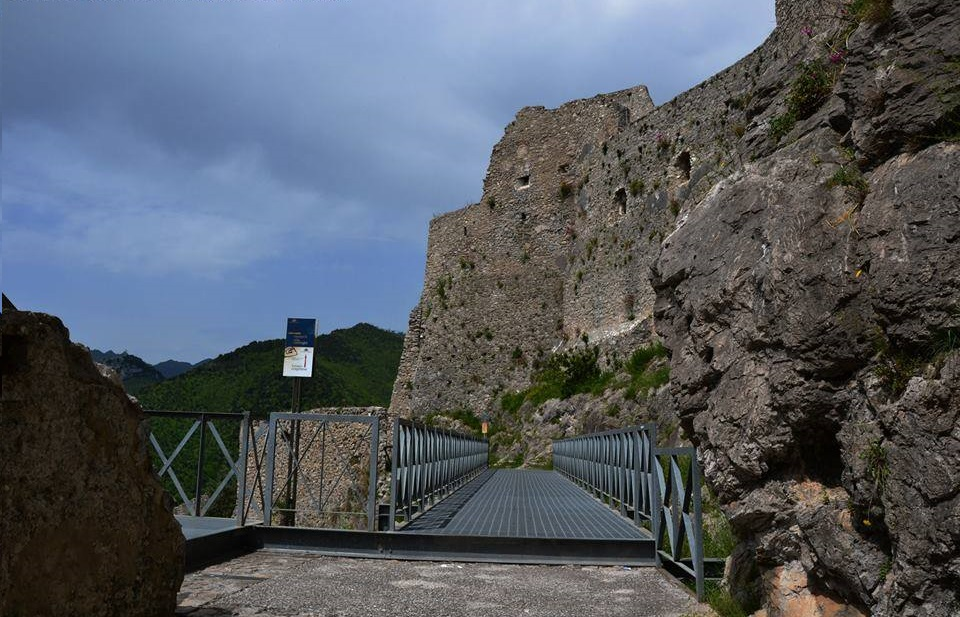
Il castello

I Normanni non apportarono modifiche alla turris maior, ma sopraelevarono i salienti murari e realizzarono un ampliamento verso sud con la costruzione di un loggiato di cui rimangono alcuni piloni inglobati nella massa muraria realizzata più tardi per la sistemazione della cannoniere del XVI secolo.
A loro si deve la costruzione della torre detta "La Bastiglia" su di uno sperone roccioso a nord del castello: la sua edificazione risponde alla necessità di controllare i movimenti non direttamente visibili dal castello.
Nonostante Federico II di Svevia avesse incluso la turris maior fra le fortificazioni da riparare, il periodo svevo è poco documentato archeologicamente. Maggiori modifiche apportarono gli Angioini, che aggiunsero corpi di fabbrica e cisterne; costruirono alcune cortine, munite di saettiere (sottili feritoie verticali da cui i difensori potevano scoccare frecce) al di sotto delle quali vennero successivamente installate delle fuciliere ancora visibili: agli stessi si deve la costruzione di un balneum e di un sistema termale che utilizzava le numerose cisterne individuate. Le vicende che hanno caratterizzato il dominio angioino sono documentate da carte d'archivio della cancelleria angioina e aragonese. Nel 1274 vengono segnalate urgenti opere di riparazione. 

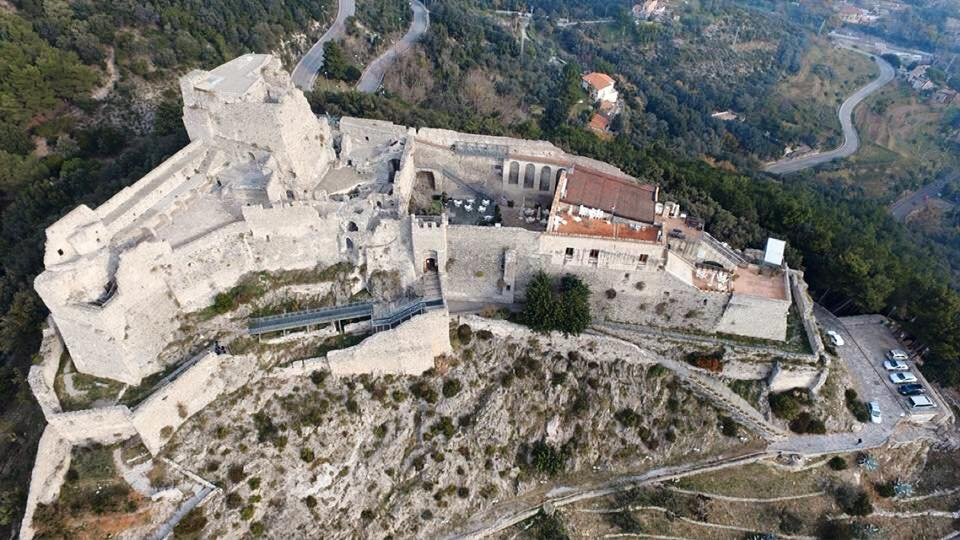
Il castello visto dal drone. Sulla sinistra ciò che resta della turris maior

I rinvenimenti in ceramica e vetro sono numerosi e di elevata qualità a testimonianza che il castello aveva anche funzione abitativa. Le ultime ristrutturazioni della fase angioina risalgono al 1299. Con gli Aragonesi il castello raggiunse il massimo sviluppo. Vennero costruiti grandi corpi di fabbrica visibili oggi a est della cosiddetta piazza d'Armi. Maioliche napoletane, fiorentine e terraglie prodotte nella vicina Vietri sul Mare attestano che il complesso non fu lasciato solo ai soldati di guardia, ma che vi soggiornarono signori di un certo rango.
Gli ambienti sulla destra dell'ingresso appartengono all'età moderna quando ormai il castello aveva perduto la funzione difensiva ed era utilizzato come residenza temporanea dai principi Sanseverino, feudatari di Salerno. Tra il 1547 e il 1564 un viaggiatore inglese, Thomas Hoby, fu accolto dai principi che vi soggiornavano d'estate. Nella descrizione della sua venuta da Cava, Hoby specifica di aver raggiunto il castello solo arrampicandosi lungo le rocce: non era stata infatti ancora costruita la strada che oggi unisce Vietri a Salerno.
Nel 1820 nel castello ebbe luogo una congiura carbonara con l'intento di causare un'insurrezione popolare; ma a causa del tradimento di un affiliato, tutto fallì.
Dopo un lungo periodo di abbandono in seguito all'Unità d'Italia, gli ultimi proprietari del castello, i Conti Quaranta Signori di Fossalopara, il 19 dicembre 1960 vendettero il castello alla Provincia di Salerno che ne cominciò i lavori di restauro.
Il 1º marzo 1992 le Poste Italiane gli hanno dedicato un francobollo.

### Il restauro

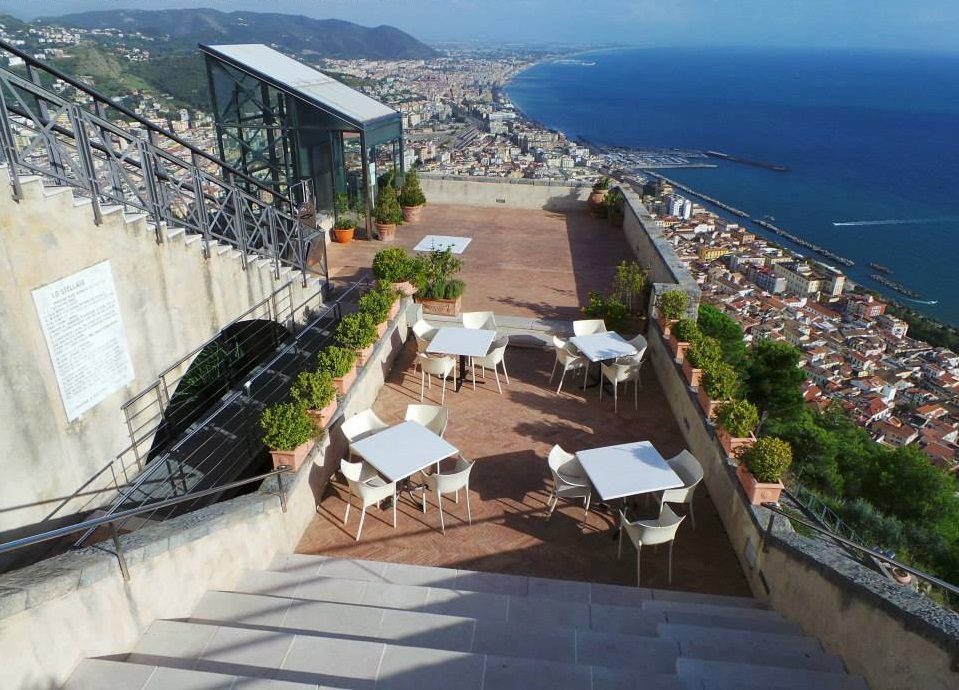
Il terrazzo con la vista sul golfo

Dopo i primi, parziali interventi di restauro, nel 1982 è stata aperta al pubblico l'area interessata dall'ampliamento aragonese. Dal 1991 la Direzione dei Musei Provinciali del Salernitano e il Centro "Nicola Cilento" per l'Archeologia Medievale dell'Università degli Studi di Salerno hanno realizzato una serie di campagne di scavo per definire l'evoluzione del complesso monumentale. Nel 2000 è stato avviato un più ampio progetto volto al recupero funzionale del castello, con il restauro completo delle componenti architettoniche e la riqualificazione dell'intero complesso. Nel volume di una preesistente cisterna è stato realizzato l'ascensore che conduce ai livelli intermedi rendendo accessibile anche ai disabili gran parte del plesso. Tra gli interventi eseguiti, la pavimentazione del livello di calpestio del fossato, il restauro delle fuciliere e dei vani arcuati delle cannoniere, il recupero dei paramenti murari della zona antistante la turris maior, compromessi dall'azione erosiva degli agenti atmosferici. I restauri hanno interessato anche la Bastiglia, che presentava solai crollati e una grave lesione lungo tamburo semicircolare di rafforzamento, alla cui sommità si inseriscono tre cannoniere. Alcuni vani, inoltre, sono stati resi adeguati alla realizzazione del Museo; in questi stessi ambienti son visibili i resti di una merlatura inglobata nello spessore murario.
Il restauro ha reso completamente visitabile la zona sottostante il livello di copertura del terrazzo antistante la turris maior denominata "ipogeo". Gli spazi hanno avuto funzioni diverse nel tempo e lo sviluppo della volta indica una suddivisione, mediante setti murari, di uno spazio inizialmente concepito come unico. L'esplorazione precedente il restauro ha evidenziato la presenza di canalizzazioni che fanno pensare a una parziale utilizzazione del vano come cisterna, in un periodo non precisamente definibile. Lo stesso ambiente fu utilizzato per la detenzione di prigionieri e nemici. Sul fondo sono visibili gli affreschi che ritraggono Santa Caterina Alessandrina e San Leonardo, protettore dei carcerati.

## Il Museo
Nel Museo del castello sono esposti reperti provenienti dagli scavi eseguiti sul sito: si tratta di ceramiche, vetri, oggetti metallici e monete. Tale museo è dotato di altoparlanti e schermi, che illustrano la geografia del castello e danno nozioni storiche del tale,dando un senso logico e culturale al visitatore.

### La ceramica

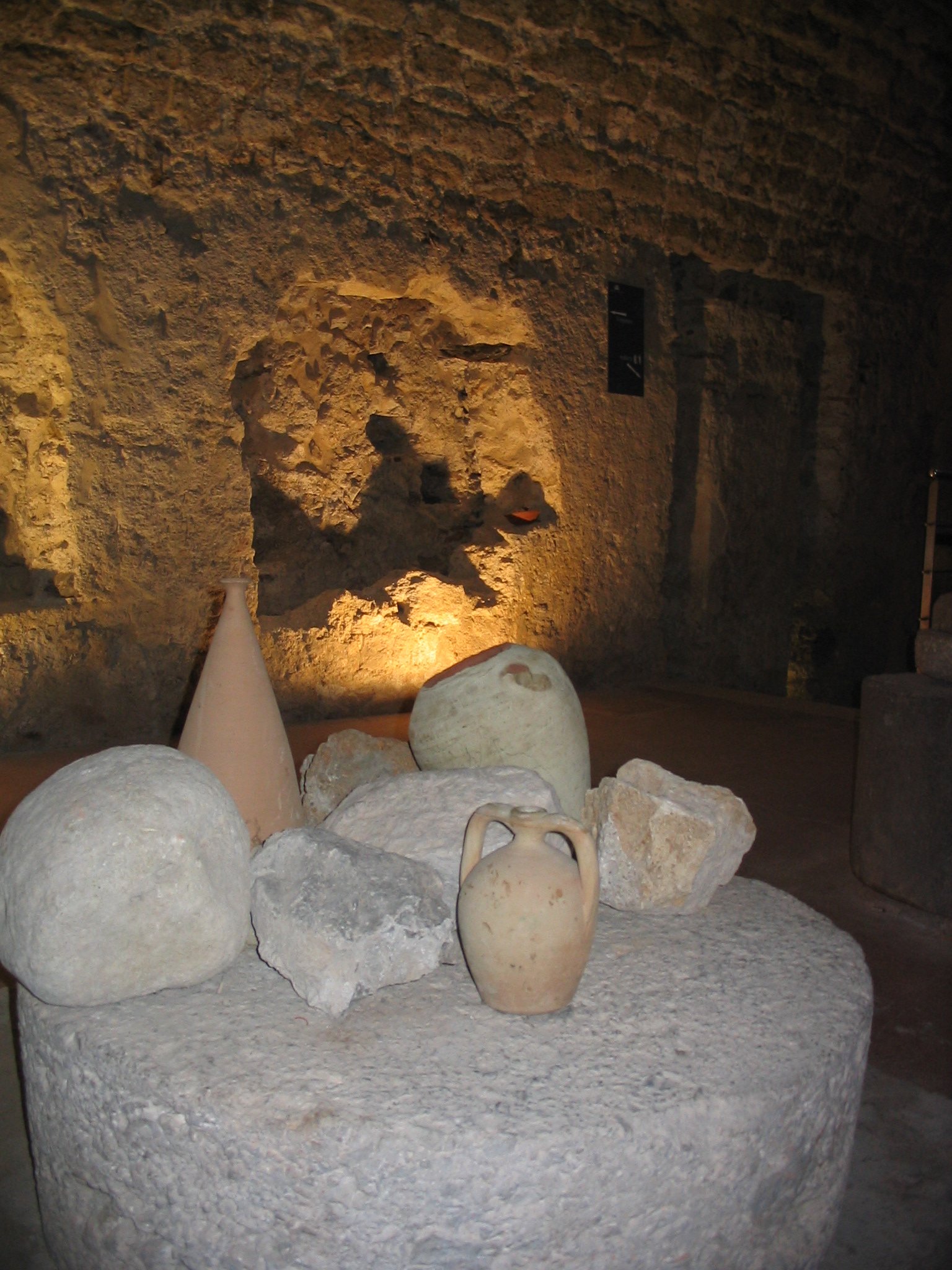
Alcuni dei reperti

Documentata da circa quattrocento frammenti è la ceramica decorata a "bande rosse" databile dal VII-VIII al XIII secolo e oltre. Tali frammenti sono caratterizzati da una decorazione con strette spirali o larghe fasce che descrivono archi consecutivi. Particolare attenzione merita una brocchetta dal profilo biconico, con base piatta, una sola ansa, orlo arrotondato e becco pinzato; la decorazione è presente sul collo, sull'ansa, sul fondo e sulla pancia dove sono archi sovrapposti. Ulteriore classe ceramica largamente attestata è la spiral ware databile tra il XII e il XIII secolo; a tale classe appartengono le coppe e i bacini decorati con spirali disegnate in verde ramina e bruno manganese sotto una vetrina trasparente. Sono stati rinvenuti novantotto reperti riconducibili soltanto a forme aperte. Degno di nota è un bacino decorato con tre spirali in bruno separate da altrettante foglie lanceolate verdi con doppio contorno in bruno. I manufatti impiegati per la mensa - catini scodelle, ciotole, piatti, boccali, orcioli, microvasetti - sono caratterizzati, verso la fine del XII secolo, da un rivestimento piombifero che forma una vetrina spesso verde, ma anche giallo-bruna e, successivamente, verde ramina, bruno manganese e rosso. Numerose ciotole presentano una decorazione costituita da una fascia in verde delimitata da linee dritte e/o ondulate in bruno. La decorazione dei manufatti di XIII secolo tende ad arrestarsi in prossimità del fondo. Al XIII secolo si data l'introduzione della ceramica protomaiolica caratterizzata dal rivestimento utilizzato: lo smalto. I rinvenimenti del castello mostrano numerose ciotole carenate con pareti svasate e piede ad anello. Le brocche e i boccali presentano decorazioni naturalistiche di ispirazione zoomorfa o geometrica con l'impiego dei due colori fondamentali, il verde e il bruno. Tra la metà del XIV e l'inizio del XV secolo è da ascriversi un gruppo di reperti di ceramica graffita: la decorazione veniva effettuata "graffiando" la superficie con una punta sottile o piatta. Sono predominanti le forme aperte e il repertorio decorativo, disposto sulla tesa, sulle pareti e nel fondo si caratterizza per la presenza di motivi vegetali (petali, foglie, rosette) e geometrici (spirali, rombi, festoni, serpentine). Un unico esemplare reca una raffigurazione animale: un pesce sulla tesa di un piatto. Su alcuni fondi sono presenti segni distintivi della figulina o del proprietario del manufatto. La ceramica graffita, oltre alla complessa lavorazione, richiedeva anche una notevole disponibilità economica; gli esemplari furono probabilmente realizzati in officine locali anche se è problematica l'ubicazione delle fabbriche, in quanto non sono stati rinvenute né fornaci né scarti di lavorazione.

### I vetri
Durante gli scavi del castello sono stati portati a luce numerosi reperti vitrei; si tratta per lo più di frammenti di suppellettili da mensa come bottiglie, calici, bicchieri e ampolle relativi ai secoli XII-XV. Estremamente sottili, tali oggetti sono, nella maggior parte dei casi, privi di decorazione.
Degno di nota è un elegante bicchiere databile al XIII secolo in vetro incolore di forma troncoconica con bordo molto svasato al di sotto del quale corre una decorazione a fascia, realizzata in smalti dal colore rosso, blu, verde e oro. Il corpo del bicchiere mostra una decorazione a rilievo costituita da micro palline di vetro applicate a caldo. Dagli strati della seconda metà del XIII secolo sono emersi calici realizzati con gambi in vetro pieno su piede a disco, la cui colorazione oscilla tra il verde e l'azzurro. Le decorazioni di tipo plastico, sono applicate a caldo sul gambo oppure realizzate a stampo. L'impiego di materiale vitreo non si limitava alla mensa; sono state rinvenute, infatti, lastre per finestra, forme per l'illuminazione (lucernette troncoconiche o per gli usi più svariati).

### I metalli
Gli scavi degli anni '90 hanno riportato alla luce numerosi oggetti metallici databili dal VIl secolo ai nostri giorni riconducibili alle innumerevoli attività che si svolsero nel castello. I reperti, in ferro e bronzo, appartengono alla sfera del quotidiano: chiodi, serrature, coltelli, anelli, spille per capelli, fibbie, finimenti e ferri da cavallo. Sono state rinvenute anche numerose armi (cuspidi, punte di freccia e di dardo da balestra, lance) la cui cronologia varia dal XII al secolo, utilizzabili sia in battaglia sia in caccia. Degno di nota è uno sperone a rotella di bronzo dorato della prima metà del XIV sec. perduto probabilmente da un cavaliere.

### Le monete
Durante i lavori di restauro del castello furono recuperate numerose monete; di particolare interesse sono tre gruzzoli: il primo è costituito da denari della zecca di Rouen, una delle capitali della Normandia, rinvenuti nel cortile delle armi.
Tali monete d'argento furono coniate tra la seconda metà del secolo XI e gli inizi del secolo XII quando il cortile era esterno al nucleo del castello; è probabile, quindi, che i denari siano stati dispersi durante uno scontro tra armati. Il secondo gruzzolo è composto da 21 monete d'oro rinvenute in una brocca di creta: si tratta di tari siciliani della zecca di Palermo o Messina che vanno da Ruggero a Tancredi.
Il terzo gruzzolo comprende 22 monete di argento e una di rame, tra cui esemplari delle zecche di Macerata, Napoli, Bologna databili dal 1392 al 1534, rinvenute in un locale che negli anni Cinquanta fu adibito a stalla da una famiglia di contadini. Tra le numerose monete se ne segnalano: una del II sec. a.C proveniente da Ebusus (odierna lbiza); un asse e un sesterzio del ll sec. d.C.; tre follari di Costantinopoli e numerosi follari della zecca di Salerno (secoli XI-XII), monete di rame coniate ad imitazione del follis bizantino. Alcuni di questi esemplari sono particolarmente interessanti in quanto presentano segni di ribattitura sullo stesso tondello; tale operazione indica l'assenza di materia prima e la necessità, quindi, di riutilizzare monete non più in uso.

## Il castello nella cultura di massa
- Una tragedia di Ugo Foscolo, la Ricciarda, è ambientata nel Castello di Arechi. L'autore ne fu ispirato durante una breve visita a Salerno nel 1812.
- Nel 1992, le Poste Italiane dedicarono alla rocca un francobollo da 850 lire, facente parte della raccolta nota come "Castelli d’Italia".
- Come in tutte le leggende romantiche riguardanti i vecchi castelli, una tradizione vuole che esistano uno o più passaggi segreti che collegano il castello con le antiche torri d'avvistamento delle mura, soprattutto, col Forte La Carnale. Non mancano, poi, storie di fantasmi.

## Galleria d'immagini

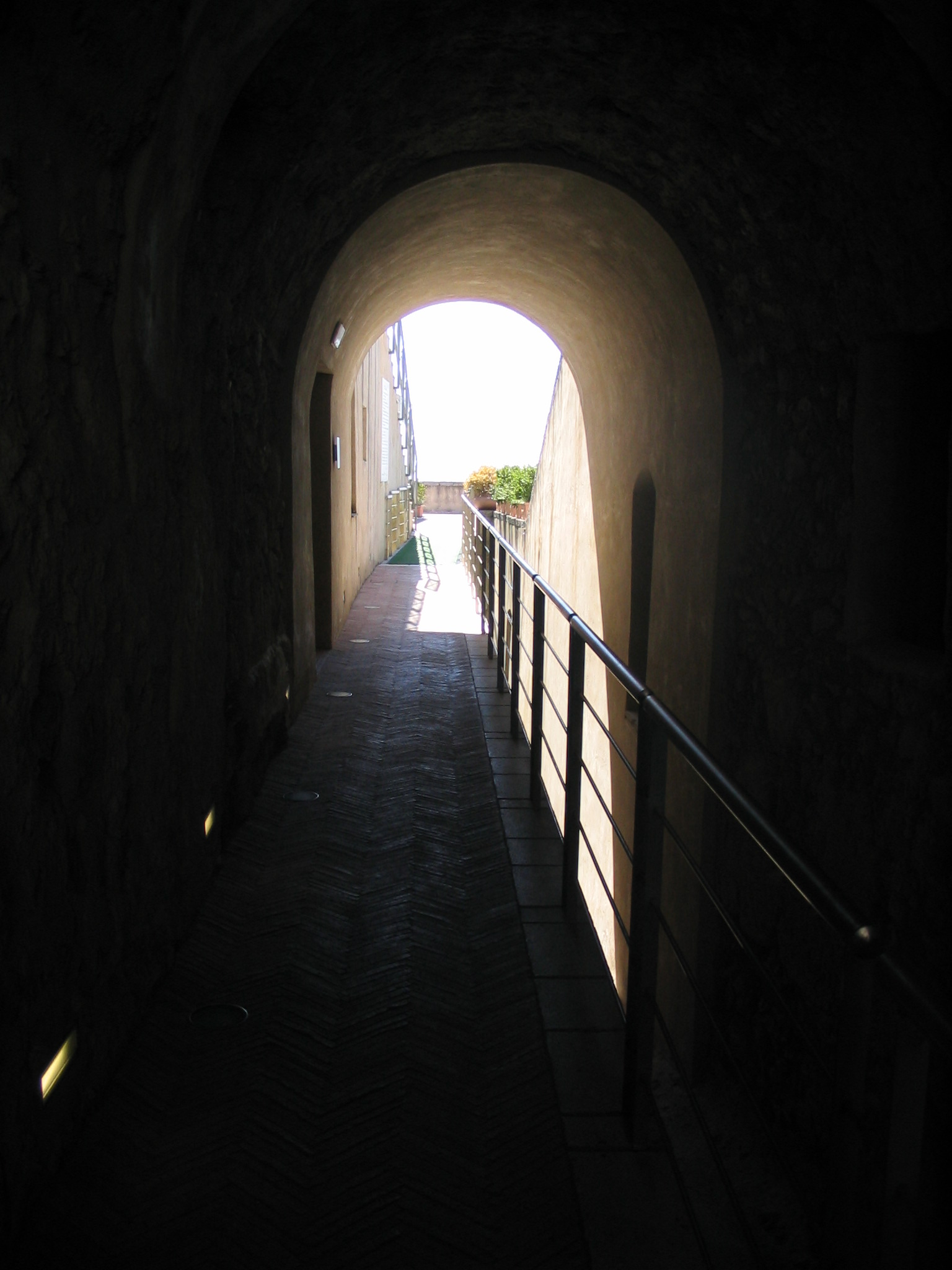
I passaggi del castello
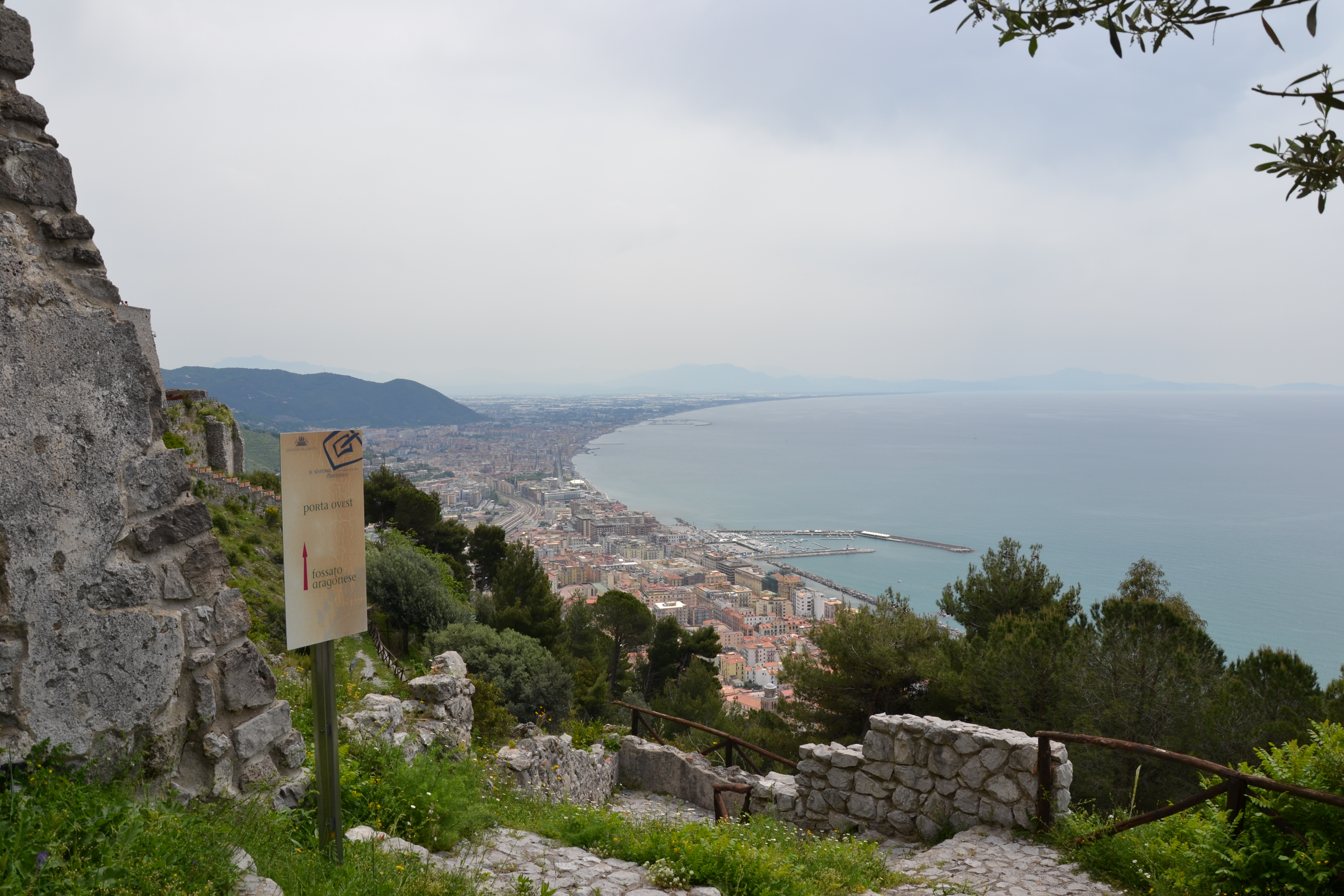
Panorama
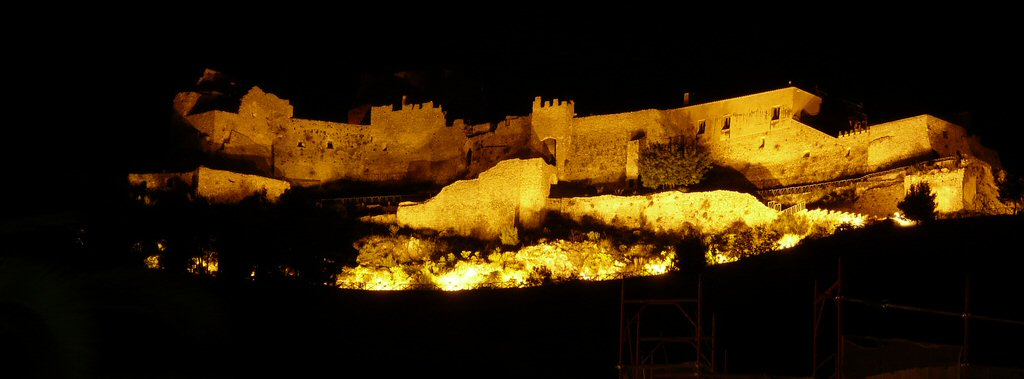
Vista notturna
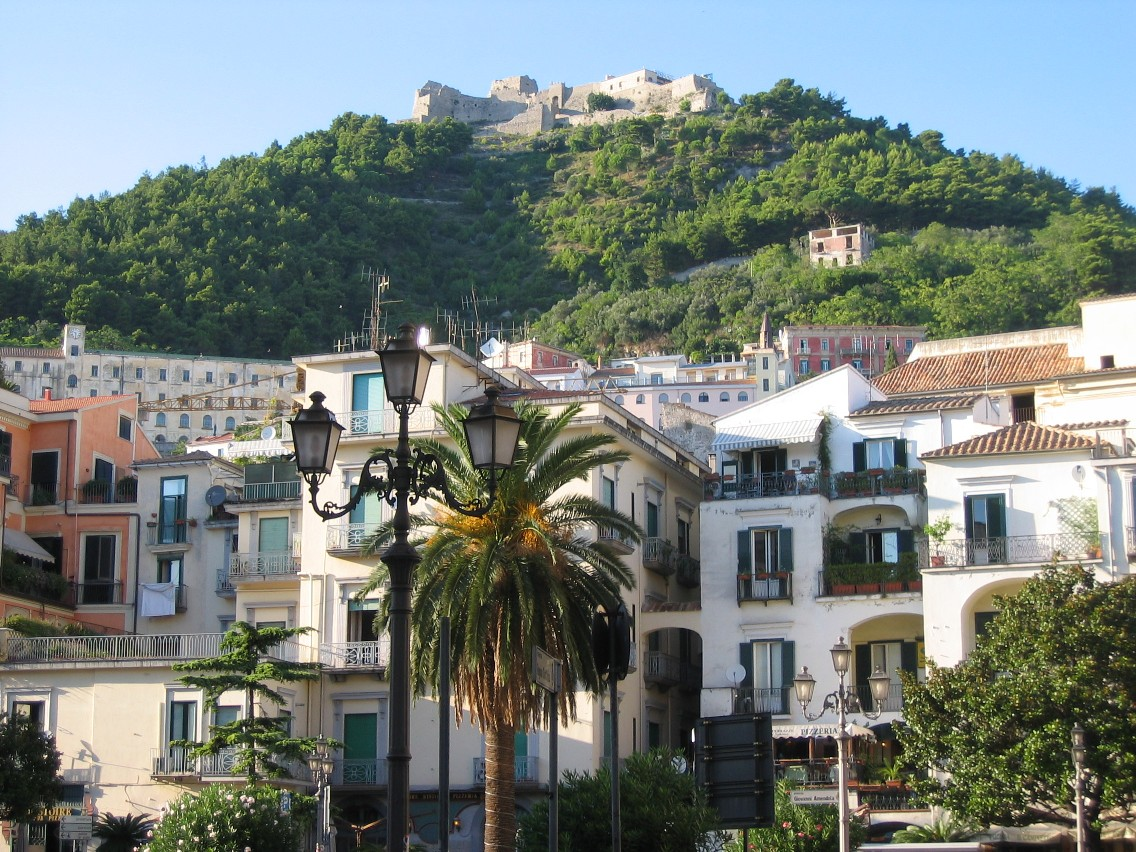
Il castello visto dal centro storico di Salerno